# Marineblauw
Marine of marineblauw is een kleur, meer een bepaalde blauwtint. Marineblauw is een donkere, diepe blauwtint.
De kleur maakt sinds 1748 deel uit van het officiersuniform van de Britse Royal Navy en is nadien overgenomen door de marines van andere naties. De kleur wordt nog steeds geassocieerd met de marine, maar bijvoorbeeld ook met badmode.
primaire kleur · secundaire kleur · tertiaire kleur · complementaire kleur · kleurencirkel · partitieve kleurmenging · kleurcontrast · kleurtemperatuur

kleurcodering · kleurruimte · CIELAB · CMYK · HSL/HLS · HSV/HSB · HTML-kleuren · NCS · Pantone PMS · RAL · RGB · YIQ · YUV · YPbPr